# Deep Core
Deep Core is een videospel voor de Commodore Amiga en de Amiga CD32. Het spel werd uitgebracht in 1993.
Het spel is een sciencefiction-platformspel waarin de speler de rol aanneemt van een ruimtevaarder die een ondergronds complex moet verkennen dat wordt bedreigd door een kwaadaardige kunstmatige intelligentie. Het spel staat bekend om zijn hoge moeilijkheidsgraad, zijn gedetailleerde graphics en zijn sfeervolle geluidseffecten.
Het verhaal van het spel speelt zich af in het jaar 2064, wanneer de mensheid een kolonie heeft gesticht op de maan Europa, een van de manen van Jupiter. De kolonie wordt beheerd door een supercomputer genaamd Deep Core, die verantwoordelijk is voor het reguleren van de levensondersteuning, de energievoorziening en de defensie van de basis. Echter, door een onbekende oorzaak raakt Deep Core corrupt en begint hij de kolonisten aan te vallen met zijn robotische troepen. De speler is een lid van een speciaal team dat wordt ingezet om Deep Core uit te schakelen en de overlevenden te redden.
Het spel bestaat uit 16 niveaus die zich uitstrekken over verschillende secties van het complex, zoals laboratoria, mijnen, hangars en reactorruimtes. De speler moet vijanden ontwijken of uitschakelen met behulp van een laserpistool of granaten, terwijl hij ook puzzels moet oplossen om toegang te krijgen tot nieuwe gebieden. De speler heeft een beperkte hoeveelheid zuurstof en energie, die hij kan aanvullen door capsules te verzamelen die verspreid liggen over de niveaus. Het spel heeft ook verschillende eindbazen die moeten worden verslagen om verder te gaan.
Het spel was een technologische prestatie voor zijn tijd, met gedetailleerde 3D-graphics en realistische geluidseffecten. Het gebruik van 3D-graphics was nieuw voor veel gamers in die tijd, en Deep Core werd geprezen om zijn technische vooruitgang. Het spel was echter niet zonder gebreken; sommige critici bekritiseerden de moeilijkheidsgraad en de herhalende gameplay.
Deep Core werd ontwikkeld door ICE Software en uitgegeven door Core Design. Het spel kreeg over het algemeen positieve recensies van critici, die het prezen om zijn technische prestaties, zijn uitdagende gameplay en zijn immersieve sfeer. Sommige critici bekritiseerden echter het hoge frustratieniveau van het spel, dat werd veroorzaakt door de onvergeeflijke besturing, de onduidelijke doelstellingen en de schaarse checkpoints. Het spel werd ook vergeleken met andere populaire platformspellen uit die tijd, zoals Flashback en Another World.

## Ontvangst
| Beoordeeld door | Platform   | Datum         | Score |
| --------------- | ---------- | ------------- | ----- |
| Amiga Games     | Amiga      | november 1993 | 75%   |
| Amiga Format    | Amiga CD32 | maart 1994    | 75%   |
| Amiga Joker     | Amiga      | december 1993 | 57%   |
| Amiga Joker     | Amiga CD32 | januari 1994  | 50%   |
| High Score      | Amiga CD32 | januari 1994  | 40%   |